# Brunellia elliptica
Brunellia elliptica  (лат.) — вид двудольных растений рода Брунеллия (Brunellia) монотипного семейства Брунеллиевые (Brunelliaceae). Впервые описан испанско-американским ботаником Жозепом Куатреказасом в 1942 году.

## Распространение и среда обитания
Эндемик Колумбии. Известен из департамента Северный Сантандер, по данным отдельных источников встречается также в департаменте Каука. Растёт в Андах на высотах 1800—3000 м. Типовой экземпляр найден в лесах в местности Эль-Сараре (Северный Сантандер).

## Ботаническое описание
Дерево.

## Охранный статус
Вид считается находящимся под угрозой исчезновения по данным Международного союза охраны природы.